# Jim Sanborn
James Sanborn, genannt „Jim“ (* 14. November 1945 in Washington, D.C.) ist ein US-amerikanischer Bildhauer und Fotograf.

## Leben
Jim Sanborn wuchs in Alexandria (Virginia) und in Arlington auf. Nach Ende seiner Schulzeit studierte er am Randolph-Macon College in Ashland (Virginia), wo er 1968 ein Studium in Paläontologie, Kunst und Anthropologie abschloss. Anschließend absolvierte er ein Master-Studium am Pratt Institute in New York. Danach unterrichtete er
am Montgomery College in Rockville, Maryland und war dann für neun Jahre Artist in Residence im Glen Echo Park in Glen Echo (Maryland).

## Werk
Sanborn schuf Kryptos, eine Skulptur auf dem Gelände der CIA in Langley. Er hat außerdem 1997 den Cyrillic Projector erschaffen, eine Skulptur an der University of North Carolina in Charlotte.
Im Jahre 2003 entwickelte und stellte er Critical Assembly aus, das die erste Atombombe und Schlüsselexperimente des Manhattan-Projekts darstellte. Es wurde an der Corcoran Gallery of Art ausgestellt.

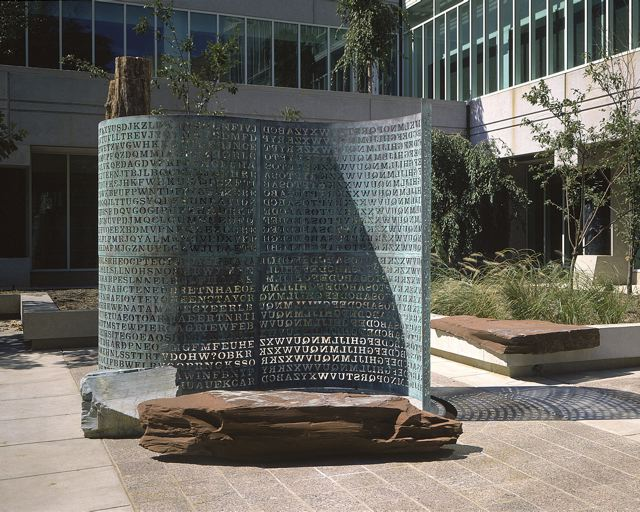
Kryptos, George Bush Center for Intelligence, Virginia

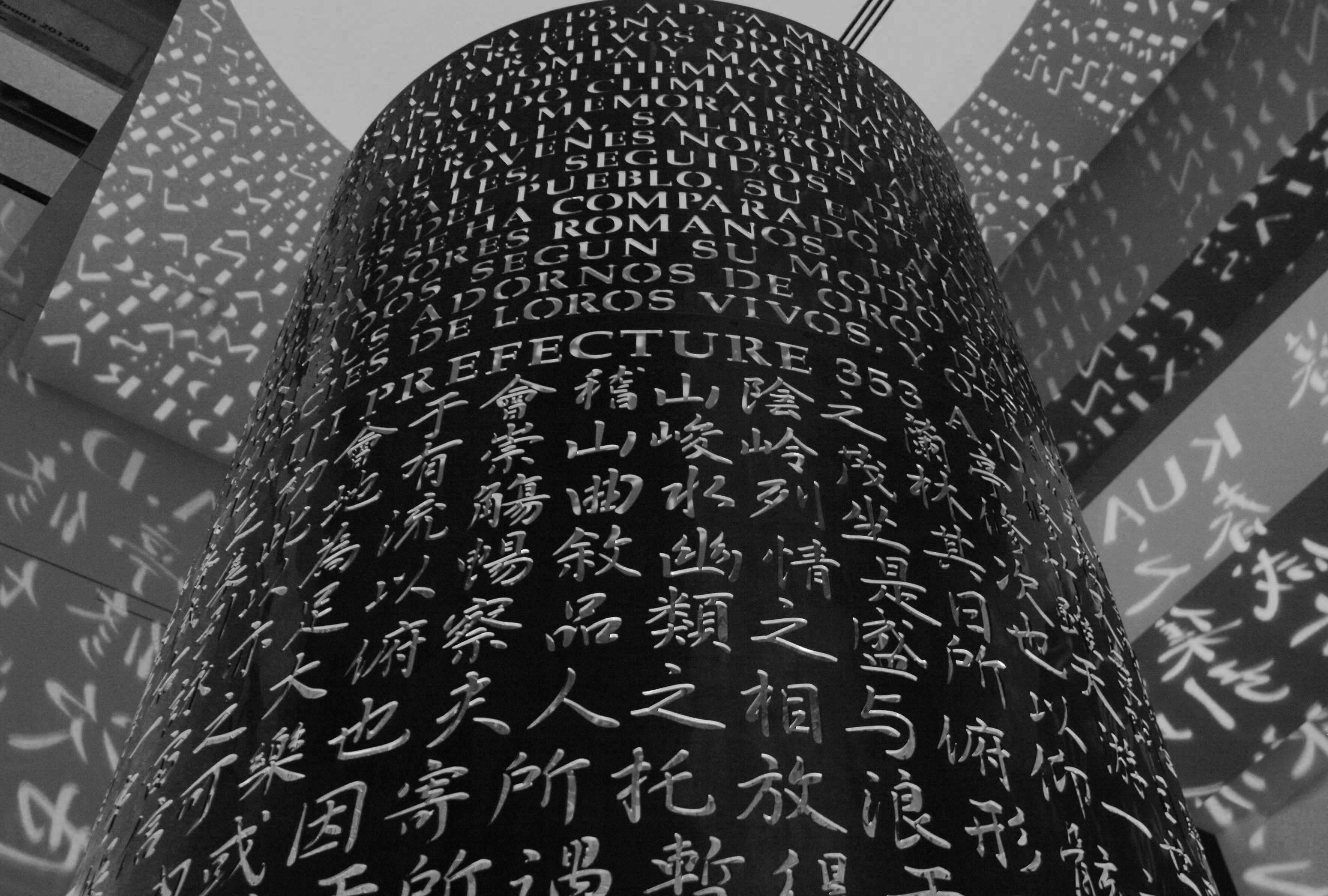
Lingua, Walter E. Washington Convention Center, Washington D. C.

## Werke (Auswahl)
- 1981–1983: Wabash Outcrop – Sandsteinskulptur; West Cold Spring Subway Station, Baltimore, Maryland[4]
- 1990: Kryptos – vier gebogene Kupferplatten, installiert auf Granit, weißem Quarz und versteinertem Holz, kryptischer Text in lateinischen Buchstaben; George Bush Center for Intelligence,[5]
- 1994: Indian Run Park; U.S. Federal Courthouse, Beltsville, MD
- 1997: Antipodes – Skulptur aus Kupfer und versteinertem Holz; Hirshhorn Museum, Washington D.C.
- 1997: Cyrillic Projector – Skulptur, Hohlzylinder aus Bronze mit kyrillischen Buchstaben, Lichtinstallation; University of North Carolina, Charlotte[6]
- 2002: Lingua – Skulptur/Lichtinstallation; Zylinder aus Bronze, beschriftet mit Eingravierungen von Texten aus 8 Sprachen, von 1400 v. Chr. bis ins 19. Jahrhundert. Walter E. Washington Convention Center, Washington D. C.[7]
- 2003: Critical Assembly – Skulptur aus Bronze; Corcoran Gallery of Art, Washington D. C.;  2017 installiert im National Museum of Nuclear Science & History, Albuquerque[8][9]
- 2019: Without Provenance: The Making of Contemporary Antiquity, Installation; American University Museum at the Katzen Arts Center[10]